# Fer's Elsass
Fer's Elsass («Per Alsàcia») fou una associació autonomista alsaciana. Fer's Elsass militava per l'obtenció d'un estatut d'autonomia regional així com l'establiment del bilingüisme integral a les escoles i a l'administració local.
Fer's Elsass fou creat el 2002 per un dissident de la Unió del Poble Alsacià. Inicialment es va adscriure com un partit polític, però l'associació es dirigí ràpidament vers un mode d'acció que definiren com activisme cultural que cerca un pont entre el moviment cultural alsacià i els partits polítics.
Originàriament, era constituït exclusivament per joves i es proposava rejovenir el moviment autonomista alsacià. Es va donar a conèixer per nombroses accions que trobaren ressò als medis regionals i estatals:
- posada de panels bilingües a les comunes d'Alsàcia (2004)
- manifestació a Estrasburg per commemorar l'aniversari de la constitució de 1911 (2004)
- manifestació contra l'obertura dels magatzems el Divendres Sant (2005)
- co-organització de la Universitat d'estiu de la Federació Regions i Pobles Solidaris (2007)

L'associació disposa d'una botiga on alguns productes són venuts per la distribuïdora COOP Alsace. Des de 2007, Fer's Elsass era membre observador de la Federació Regions i Pobles Solidaris
El 2009 es fusiona amb la Unió del Poble Alsacià per donar lloc al nou partit Unser Land.